# Jacques Cassagne
Pour les articles homonymes, voir Cassagne.
 (juin 2019).
Si vous disposez d'ouvrages ou d'articles de référence ou si vous connaissez des sites web de qualité traitant du thème abordé ici, merci de compléter l'article en donnant les références utiles à sa vérifiabilité et en les liant à la section « Notes et références ».
Jacques Cassagne ou Jacques de Cassaigne, baptisé à Nîmes le 4 août 1635 et mort à Paris 19 mai 1679, est un homme d'Église, poète et moraliste français.

## Biographie
Docteur en théologie, il est garde de la bibliothèque du roi et entre à l’Académie française à l'âge de 29 ans. En 1663, il est l'un des quatre premiers membres  de la « Petite Académie » dont naîtra l'Académie des inscriptions et belles-lettres. Il rédige, en 1665, la préface des Œuvres complètes de Guez de Balzac éditées par Conrart et il publie en 1674 un Traité de morale sur la valeur. Il traduit du latin la Rhétorique de Cicéron et les Histoires de Salluste. Chapelain dit de lui qu'il écrit « avec plus de naturel que d’acquit, surtout dans les lettres humaines. » (Cité par l'Académie française.)
C'est un prédicateur renommé. Boileau se moquera cruellement de lui dans sa troisième Satire en évoquant les gens qui se serrent les uns contre les autres pour écouter les « sermons de Cassaigne » et ceux de Charles Cotin. En tant que poète, Cassagne est du parti des modernes dans la querelle des Anciens et des Modernes. Il publie en 1668 un poème Sur la conqueste de la Franche-Comté et en 1672 un Poëme sur la guerre de Hollande. Et Boileau de poursuivre : 
Chacun a débité ses maximes frivoles,
Réglé les intérests de chaque Potentat,
Corrigé la Police, & réformé l'Estat ;
Puis de là s'embarquant dans la nouvelle guerre,
À vaincre la Hollande, ou battre l'Angleterre.
De santé défaillante, Cassagne meurt à l'âge de 46 ans, achevé dit-on par le chagrin que lui causa cette satire.
Son successeur à l'Académie française, le comte de Créci, réhabilita sa mémoire en écrivant : "C'était un homme d'un esprit doux, modeste, insinuant, qui le rendait aimable à tous les honnêtes gens dans le commerce du monde et qui ne se faisait pas moins sentir dans ses ouvrages". 